# Friedrich Gottlieb Welcker

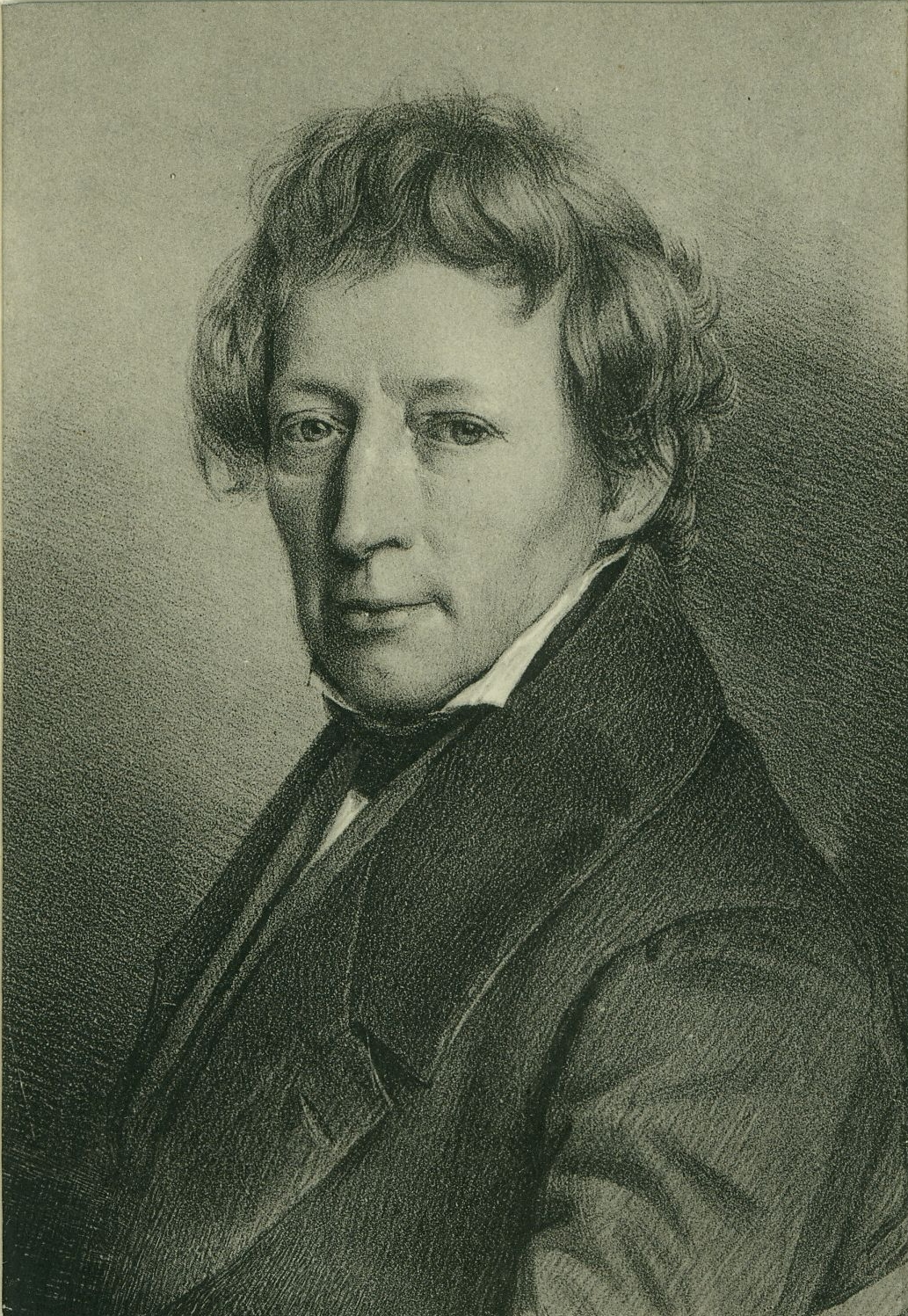
Friedrich Gottlieb Welcker, Stich von Adolf Hohneck (1840)

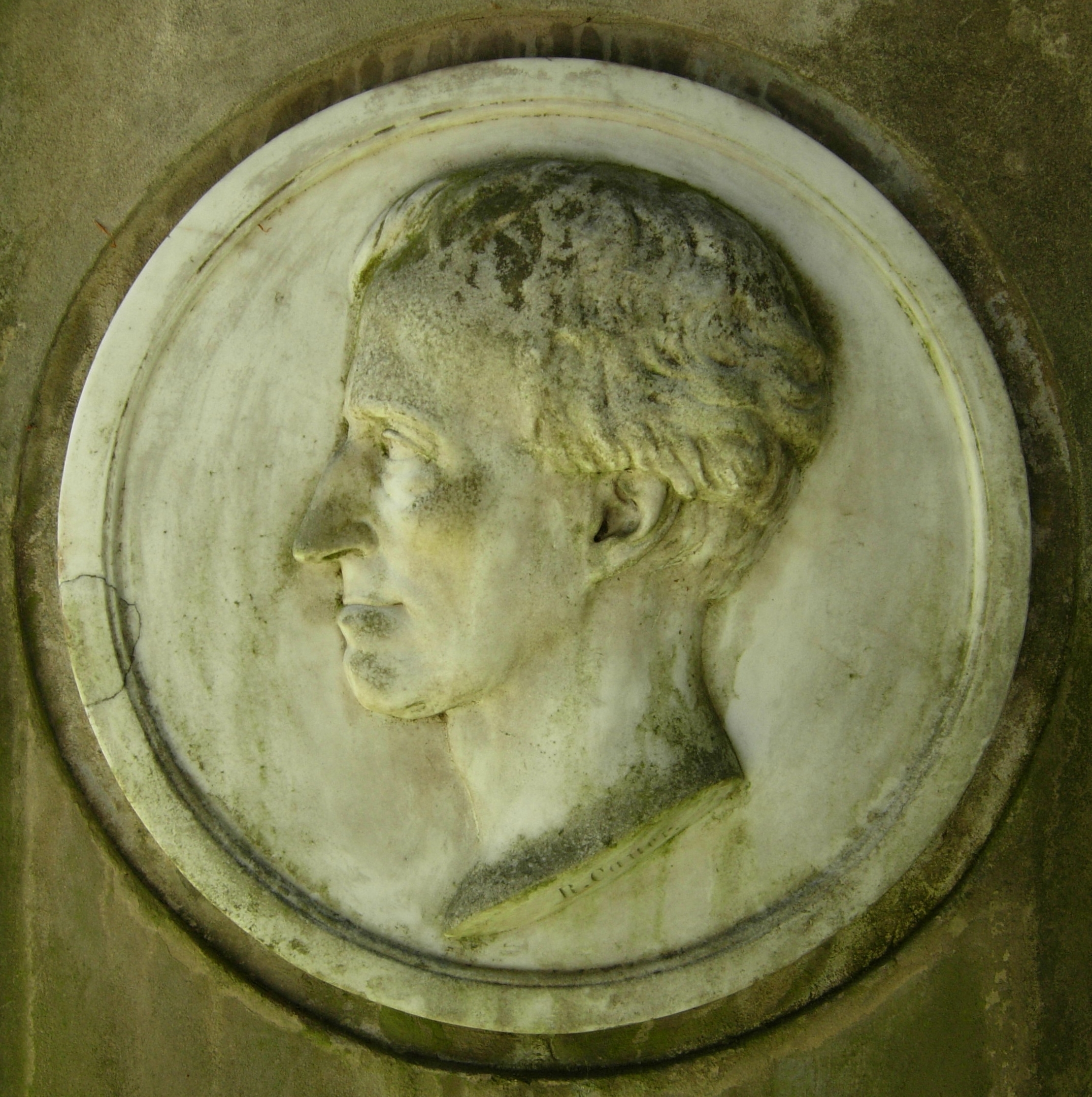
Robert Cauer der Ältere: Grabmedaillon Welckers auf dem Alten Friedhof Bonn

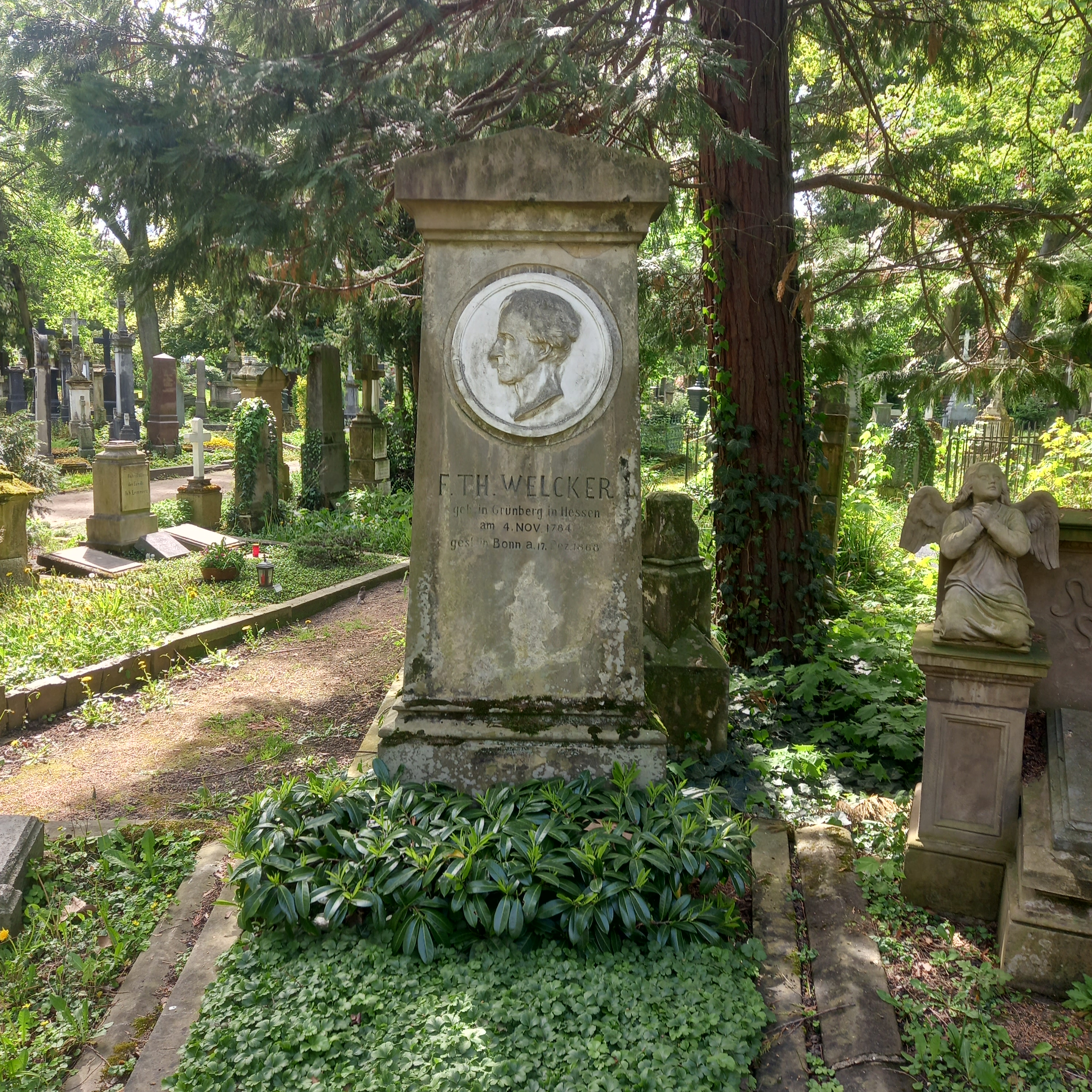
Das Grab von Friedrich Gottlieb Welcker auf dem Alten Friedhof in Bonn

Friedrich Gottlieb Welcker (* 4. November 1784 in Grünberg; † 17. Dezember 1868 in Bonn) war ein deutscher klassischer Philologe und Archäologe, der als Professor in Gießen (1809–1816), Göttingen (1816–1819) und Bonn (1819–1868) wirkte.

## Leben
Welcker war eines von 17 Kindern des Pfarrers Heinrich Friedrich Welcker und seiner Frau Johannette geb. Strack. Sein jüngerer Bruder Carl Theodor Welcker war ein berühmter Staatsrechtler.
Welcker studierte seit 1801 klassische Philologie an der Universität Gießen, wo er sich 1801 dem Corps Lahnania anschloss. 1803 wurde er Lehrer am Paedagogium, einer Vorstufe der Universität, und 1804 Privatdozent. 1806 reiste er nach Italien und war ein Jahr lang Tutor in der Familie von Wilhelm von Humboldt, dessen Freund er wurde und mit dem er korrespondierte. 1809 wurde er in Gießen nach Empfehlung Humboldts Professor für griechische Literatur und Archäologie. Hierbei handelt es sich um die erste Etablierung des Universitätsfaches Archäologie in Deutschland. 1812 gründete er das (Klassisch-)Philologische Seminar, das zum Kern der Gymnasiallehrerausbildung wurde.
Welcker warb leidenschaftlich für den Kampf gegen den „Tyrannen“ Napoleon und hatte immer größeren Zulauf unter den Studenten. Er stand damit im Gegensatz zu vielen anderen Professoren wie dem Kameralisten August Friedrich Wilhelm Crome, der ein Verehrer Napoleons war. Seit der Jahreswende 1813/14 bestand im Raum Gießen/Mainz/Heidelberg ein nach dem Muster der Freimaurerlogen gebildeter politischer Geheimbund (meist nach den wichtigsten Mitgliedern Hoffmann-Snell-Gruner-Bund genannt), der ein einheitliches Deutschland unter preußischer Führung anstrebte. Darin einbezogen waren die Brüder Welcker und der Gießener Student Wilhelm Snell. 1814 nahm Welcker mit über 100 Gießener Studenten als Freiwilliger eines Jägerbataillons an den Befreiungskriegen teil.
Nach seiner Entlassung aus dem hessischen Staatsdienst (im September 1816) ging er an die Universität Göttingen, wo er zum 3. Oktober 1816 zum ordentlichen Professor der griechischen Literatur und Archäologie ernannt wurde. 1817 wurde er zum ordentlichen Mitglied der Königlichen Gesellschaft der Wissenschaften gewählt. Doch kaum zwei Jahre später, am 2. Februar 1819, wechselte Welcker an die Universität Bonn, wo er als persönlicher Ordinarius für Philologie und Archäologie sowie als Direktor der Universitätsbibliothek und Direktor des Kunstmuseums wirkte. 1837/38 amtierte er als Rektor der Universität.
Wegen seiner liberalen Gesinnung wurde Welcker während der Demagogenverfolgungen nach den Karlsbader Beschlüssen verhaftet.
In Bonn wurde im späteren Parlaments- und Regierungsviertel eine Straße zu Welckers Ehren benannt; dort befand sich jahrzehntelang das Presse- und Informationsamt der Bundesregierung. Die Stadt Gießen ehrte ihn mit der nach ihm benannten Welckerstraße.

## Hörer
Am 27. Oktober 1835 schreiben sich Karl Marx und Emanuel Geibel in seine Vorlesung „Griechische und Roemische Goetterlehre“ ein.

## Werke
- Sappho von einem herrschenden Vorurtheil befreyt, Göttingen 1816.
- (Hrsg.) Zeitschrift für Geschichte und Auslegung der alten Kunst, 1818 (Digitalisat der UB Heidelberg).
- Die Äschyleische Trilogie, 1824.
- Theognidis Reliquiae, 1826.
- Der epische Zyklus oder die Homerischen Dichter, 2 Bde., 1835.
- Die griechischen Tragödien mit Rücksicht auf den epischen Zyklus geordnet, 3 Bde., 1839–1841.
- Griechische Götterlehre, 3 Bde., Göttingen, 1857–1862.